# Lon Chaney Jr.
Lon Chaney Jr. eller Creighton Tull Chaney (10. februar 1906 – 12. juli 1973) var en amerikansk skuespiller.
Brød igennem med rollen som Lenny i Of Mice and Men (1939) og opnåede kultstatus med rollen som The Wolf Man (1941), hvorefter han først og fremmest slog sine folder i diverese horror-roller, selvom han aldrig kunne overstråle mindet om sin far, Lon Chaney, Sr., der også lavede horror.
Blandt hans film bør desuden nævnes:
Spider Baby (1968)